# Dzsedhonszuefanh
Dzsedhonszuefanh ókori egyiptomi főpap, Ámon thébai főpapja i. e. 1045 és 1044 közt, a XXI. dinasztia idején.
Apja I. Pinedzsem, aki i. e. 1070-től Ámon thébai főpapja és a déli országrész de facto uralkodója volt, majd i. e. 1054-ben fáraóvá kiálttatta ki magát. Főpapként ekkor fia, Maszaharta lépett a helyébe. Az ő halála után lett főpap Dzsedhonszuefanh, de ekkoriban viharos idők járták Thébában, és a főpap lehetséges, hogy erőszakos halált halt. Testvére, Menheperré lett az új főpap.
Dzsedhonszuefanh neve egyedül fia mára elveszett koporsóján maradt fenn; felesége valószínűleg az a Dzsedmuteszanh nevű Ámon-énekesnő, akit a Dejr el-Bahari-i MMA60 sírba temettek.

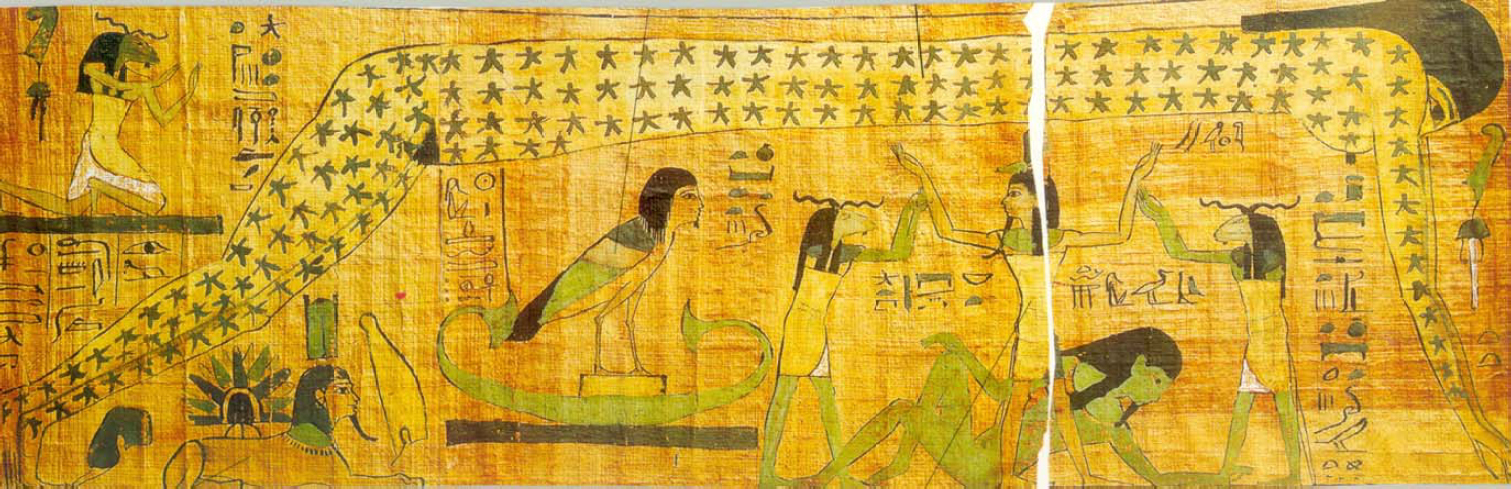
Dzsedhonszuefanh temetkezési papiruszán látható díszes címke, kora körülbelül 3000 év, jelenleg a kairói Egyiptomi Múzeumban található.